# Joaquim Coelho de Andrade e Santos
 Joaquim Coelho de Andrade e Santos  (Ilha Terceira, Açores, Portugal, 2 de Julho de 1844 — 13 de Dezembro, 1883) foi um escritor e professor português. 

## Biografia
Exerceu a profissão de professor particular de instrução primária e de latim tendo fundado o colégio denominado: Novo Colégio da Guia. Escreveu e publicou: Apontamentos sobre as quatro conjugações dos verbos latinos acomodados à gramática elementar da língua latina do Sr. Joaquim Alves de Sousa, publicado em 1873. 